# Tabanus auriventer
Tabanus auriventer är en tvåvingeart som beskrevs av Schuurmans Stekhoven 1926. Tabanus auriventer ingår i släktet Tabanus och familjen bromsar. Inga underarter finns listade i Catalogue of Life.